# Сражение при Курцоле
Сражение при Курцоле (ит. Battaglia di Curzola) — крупнейшее морское сражение во время войны 1295—1299 гг. между Генуей и Венецией, произошедшее 8 сентября 1298 года у побережья Далмации.

## Предыстория
Венеция воспользовалась внутриполитической борьбой в Генуе, чтобы напасть на её владения: Перу, Фокею, Кипр и Каффу. В конце концов, Генуэзская республика предоставила Ламбе Дориа командование над 78 галерами для атаки венецианского флота. В начале сентября 1298 года большой флот генуэзцев вышел в Адриатическое море. Венецианский флот из 90 кораблей перед сражением был потрепан штормом. Возле острова Курцоле (Корчула) флоты встретились.

## Ход битвы
Первоначально Дориа избегал столкновения, тщательно оценивая силы противника и выжидая благоприятных погодных условий. Венецианцы интерпретировали эти действия как трусость. Однако на следующее утро завязался бой. 
Первоначально Дориа держал свой флот близко к побережью, чтобы избежать окружения и воспользоваться восточным ветром. Только после этого он атаковал своего противника всеми силами. Генуэзцы ворвались в строй венецианских кораблей, где завязался ожесточенный бой, шедший с переменным успехом. Все генуэзские галеры были нового образца, поэтому они были более маневренными и быстрыми, чем венецианские галеры. Как и во время битвы при Мелории, генуэзцы имели в своем распоряжении на расстоянии резервные силы (15 из 78 кораблей), которые в решающий момент, по приказу Дориа, атаковали венецианские корабли, участвовавшие в сражении.
Бой был очень жестоким и жестоким. В нём отличились и генуэзские арбалетчики, входившие в составы команд. В конце концов генуэзцам удалось одержать верх, что проявилось в захвате флагмана противника. Захваченный в плен адмирал Андреа Дандоло якобы отреагировал на позор поражения самоубийством. Судя по всему, он ударился головой о мачту (к которой был привязан вместе с другими пленными), пока, наконец, не упал замертво. Другие источники, однако, говорят, что он пал в бою. 

## Результаты
Венецианцы потеряли потопленными 65 кораблей, и захваченными — 18. В этот день генуэзцы взяли в плен 7 тысяч венецианских моряков. 
В их числе, возможно, был Марко Поло, который командовал одной из венецианских галер, согласно сочинению Джованни Баттиста Рамузио, написанному полтора века спустя. По данным современника событий, Якопо да Акви, Марко Поло попал в плен к генуэзцам двумя годами ранее в сражении у берегов Айаса. 
Генуэзский адмирал Ламба Дориа потерял сына в сражении, и похоронил его в этой части моря, утверждая, что у него не могло бы быть могилы лучше.
Потери генуэзцев были высокими, и флот решил возвращаться. Затем Венеция и Генуя пришли к дипломатическому соглашению (1299 год). Венеция согласилась на ряд уступок. Генуя осталась господствовать в Босфоре и Чёрном море, а Венеция — монополистом в торговле с Александрией, и также владела рядом островов в Средиземноморье. Битва при Курцоле показала силу генуэзского флота, который до конца XIV века был непобедимым в регионе.